# 第1＝第2猟兵連隊 (フランス軍)
第1＝第2猟兵連隊（だいいち-だいにりょうへいれんたい、1er-2e régiment de chasseurs：1er-2e RC）は、ムーズ県Thierville-sur-Meuseに駐屯する、第7機甲旅団隷下のフランス陸軍の戦車連隊である。2009年7月31日をもって名称が第1猟兵連隊へ変更された。
兵種は機甲、伝統的区分は猟兵である。
連隊名からも解るように、2個連隊が合併して編制されているため、2個の戦闘群からなる。

## 沿革
- 1998年：第1騎乗猟兵連隊と第2アフリカ猟兵連隊が合併改編される。

海外派遣先としては、旧ユーゴスラビア、コソボ、チャド、レバノン、クウェート、ガイアナ、コートジボワール、アフガニスタンがある。

## 最新の部隊編成
- 連隊本部
- 整備中隊
- 偵察中隊
- 予備猟兵訓練中隊
- 〔第1猟兵戦闘群〕
  - 本部管理中隊
  - 第1中隊 - ルクレール
  - 第2中隊 - ルクレール
  - 第3中隊 - ルクレール
- 〔第2猟兵戦闘群〕
  - 本部管理中隊
  - 第1中隊 - ルクレール
  - 第2中隊 - ルクレール
  - 第3中隊 - ルクレール

### 定員
- 連隊の人員構成としては約1,300名の将兵からなる。
- 戦車80両
- 各種車両500台

## 主要装備
- GIAT BM92-G1
- FA-MAS
- AAT-F1
- AA-52
- 12.7mm重機関銃
- ルクレール
- DNG/DCL戦車回収車
- AMX-30
- VAB
- VAL
- P4